# دينيسي براون
دينيسي براون (بالإنجليزية: Denise Brown)‏ هي منافسة ألعاب القوى بريطانية، ولدت في 1955.

## وصلات خارجية
- دينيسي براون على موقع أوليمبيديا (الإنجليزية)